# الپاگوت، بیلکیک
الپاگوت، بیلکیک (به لاتین: Alpağut, Bilecik) یک منطقهٔ مسکونی در ترکیه است که در استان بیله‌جک واقع شده‌است.

## خصوصیات
الپاگوت ۳۱۵ نفر جمعیت دارد.